# Southern Pacific Transportation Company
La Southern Pacific Transportation Company (conosciuta anche come Southern Pacific Railroad o semplicemente Southern Pacific) è stata una compagnia ferroviaria americana, attiva nel sud-ovest degli Stati Uniti con sede a San Francisco, California. La compagnia operava su quattro linee principali: la Overland Route tra Sacramento e Ogden, la Sunset Route tra Los Angeles e New Orleans, la Golden State Route tra Kansas City e El Paso e la Shasta Route tra Sacramento e Portland.

## Storia
La Southern Pacific nacque nel 1865 come parte della Central Pacific Railroad.
La sua principale linea partiva da Los Angeles (California) e arrivava a Ogden (Utah), attraversando la Sierra Nevada sul Passo di Donner. Tale linea era soprannominata "Overland Route" ed era parte della First Transcontinental Railroad. L'altra direttrice che dal Pacifico portava verso l'interno partiva da Los Angeles e arrivava nel Texas: tale linea era conosciuta come "Sunset Route". In ultimo, tutta la costa dell'Oceano Pacifico era gestita dalla SP, in concorrenza con la Great Northern Railway.
Dirette concorrenti della SP furono la Atchison, Topeka and Santa Fe Railway (ATSF) e la Union Pacific Railroad (UP). Quest'ultima prese il controllo della Southern all'epoca della gestione Harriman, imponendo una forte standardizzazione nel parco locomotive, con benefiche ricadute sull'economia e sulla gestione del traffico. Nel 1909, per ragioni di antitrust, il controllo della Union Pacific sulla SP cessò. 
I primi locomotori diesel furono introdotti nel 1947, relativamente tardi rispetto a alla ATSF e alla UP.
La SP uscì indenne dalle grandi razionalizzazioni degli anni settanta, che fecero invece sparire molti nomi storici di compagnie ferroviarie statunitensi. 
Il 23 dicembre 1983, a fronte di difficoltà finanziarie, la SP si fuse con la rivale Atchison, Topeka and Santa Fe Railway, dando origine alla Santa Fe Industries. La Interstate Commerce Commission rifiutò tale fusione, e la SP, rimasta nuovamente indipendente e sempre in difficoltà finanziarie, finì acquisita, nel 1996, dalla Union Pacific Railroad.

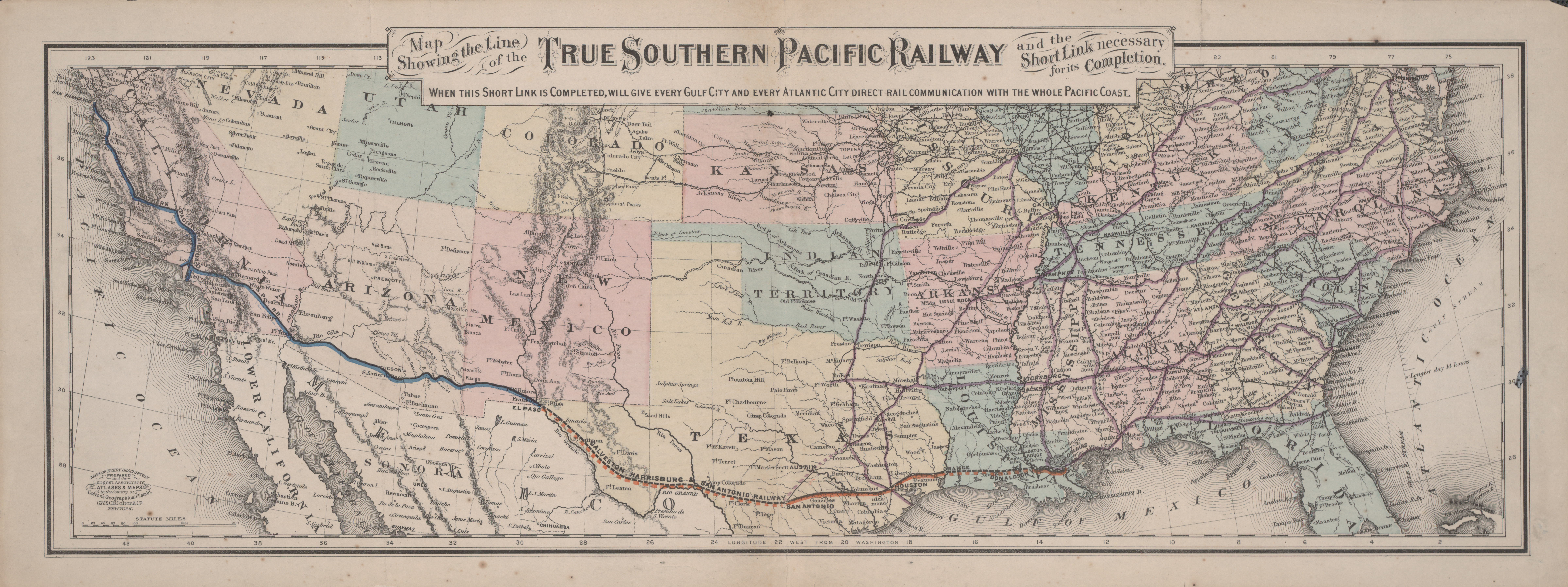
G. W. & C. B. Colton, Map Showing the Line of the True Southern Pacific Railway, circa 1881

## Trazione a vapore
La SP ha fatto affidamento sulla trazione a vapore per oltre 100 anni, ed è stata una delle ultime ferrovie negli Stati Uniti ad essere completamente dieselizzata. Esattamente come la Union Pacific, la Southern classificava le proprie vaporiere con lettere indicanti la sigla del loro rodiggio, riferito a un soprannome comune o inventato dalla compagnia stessa (esempio "C-1" indica una 2-8-0 "Consolidation" della prima serie o lotto di costruzione).
Tra i mezzi più noti in forze a questa compagnia sono sicuramente da annoverare le locomotive del gruppo AC (Articulated Consolidation, ovvero "Consolidation Articolate"), macchine articolate sistema Mallet a semplice espansione con cabina frontale (cab-forward o cab-ahead secondo il gergo SP) costruita in ben undici versioni. Come dice il nome, queste macchine alimentate a nafta, presentavano la cabina davanti alla caldaia e non dietro come avviene convenzionalmente per le vaporiere: questa soluzione permetteva una maggiore visibilità specialmente durante le lente ascese sui ripidi gradienti che caratterizzavano le linee di valico delle Montagne Rocciose (Donner Pass, Oregon's Cascade Summit e la linea Tehachapi nella California meridionale). La SP possedeva circa 200 cab-forward prodotte in diverse serie tra il 1928 e il 1944 e ne ha conservata una sola, la No. 4294. Tra il 1930 e il 1943 venne inoltre costruita in sei varianti la celebre classe GS (Golden State), vaporiere inizialmente progettate per i treni passeggeri rapidi e successivamente anche per i merci delle quali l'unica superstite funzionante è la No. 4449, famosa per la carenatura aerodinamica e la livrea "Daylight", tipica delle proprie sorelle dalle GS-2 alle GS-5.
La trazione a vapore venne completamente abbandonata sulle linee a scartamento ordinario solo nel 1957, mentre sopravvisse fino agli anni '60 sulla linea a scartamento ridotto e sulle ferrovie affiliate nel Messico. Gli ultimi servizi a vapore regolare sono stati i treni suburbani nell'area di San Francisco dove non era inusuale vedere le locomotive un tempo incaricate dei treni di maggior prestigio in testa a convogli suburbani costituiti da un misto di vetture a due piani e di tipo heavyweight risalenti agli anni '20, affidati tra i vari gruppi, anche alle GS, nel frattempo riverniciate di nero e spogliate dalla carenatura.

## Traffico merci
A differenza di altre compagnie ferroviarie specializzate nel trasporto di una sola categoria di merci (ad esempio carbone) il traffico sulla SP era assai vario e riguardava principalmente il legname prodotto nell'Oregon, i prodotti chimici di Texas e Louisiana nonché un consistente flusso di import/export con i porti di San Francisco, Los Angeles e New Orleans. I prodotti agricoli freschi venivano movimentati tramite carri frigoriferi (oltre 22.000 nel 1962) attraverso una compagnia sussidiaria la Pacific Fruit Express, equamente posseduta da Southern Pacific e Union Pacific. La PFE venne liquidata negli anni settanta, quando il traffico dei prodotti deperibili venne dirottato su gomma.

## Treni passeggeri

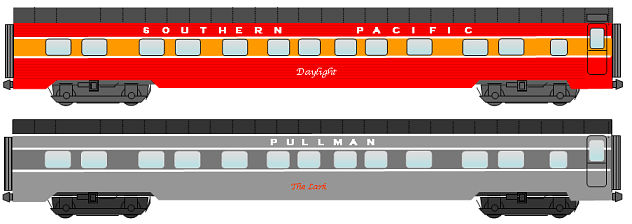
La SP adattò simultaneamente due diverse livree per i suoi treni passeggeri: livrea Daylight per i treni diurni, livrea grigia per le vetture pullman

### Transcontinentali
La Southern operava l'unico vero treno transcontinentale degli Stati Uniti, il Sunset Limited sulla Sunset Route tra San Francisco e New Orleans. 
Il Golden State Limited tra Chicago e Los Angeles, operato congiuntamente con la Rock Island Railroad, venne inaugurato nel 1902 e sospeso nel 1968, tre anni prima dell'avvento dell'Amtrak. Lungo la Overland Route, da Ogden a Oakland, trainava inoltre il celebre City of San Francisco e altri convogli streamline verso destinazioni differenti a seconda del nome.

### A carattere regionale
I treni diurni della serie Daylight erano prestigiosi espressi di carattere regionale, operanti sulle medie distanze. Il Coast Daylight che collegava San Francisco con Los Angeles era il più famoso della serie; gli altri treni della serie erano il Sacramento Daylight (Sacramento-Los Angeles), il San Joaquin Daylight (Oakland-Los Angeles) e il Shasta Daylight (Oakland-Portland). Questi treni erano dipinti in livrea nero-arancio-rosso conosciuta anche come Livrea Daylight e vennero introdotti assieme alle vaporiere GS-2 (e successive), venendo poi convertiti a trazione diesel-elettrica.

## Trazione Elettrica
I lusinghieri risultati ottenuti dall'elettrificazione del corridoio Washington-New York, spinsero la Southern a considerare la possibilità di elettrificare alcune tratte particolarmente acclivi nelle Montagne Rocciose, come quella del Donner Pass, dove le locomotive diesel e a vapore dovevano operare in trazione multipla sia in testa che in coda al treno (Helper engine). Gli elevati costi e le difficoltà tecniche dovute all'asperità del territorio determinarono l'abbandono del progetto. Anche il progetto di elettrificazione dei servizi suburbani nell'area di San Francisco venne prematuramente abbandonato. Le uniche linee a trazione elettrica erano quelle di carattere interurbano esercite dalle sussidiare Pacific Electric, Northwest Pacific (alimentata a terza rotaia) e Oregon Electric.

## Scartamento ridotto
Uno degli aspetti più curiosi della Southern era una linea a scartamento ridotto di 3 piedi (916 mm) tra Mound House (Nevada) e Keeler (California). La linea, nata come ferrovia indipendente Carson & Colorado, venne acquisita dalla Southern nel 1900 con l'intento di ricostruirla a scartamento ordinario. Lo scarso traffico decretò l'abbandono del costoso progetto di adeguamento dello scartamento e la linea rimase a scartamento ridotto fino al definitivo abbandono nel 1960. Oggi funziona come Ferrociclo